# ISPM 15

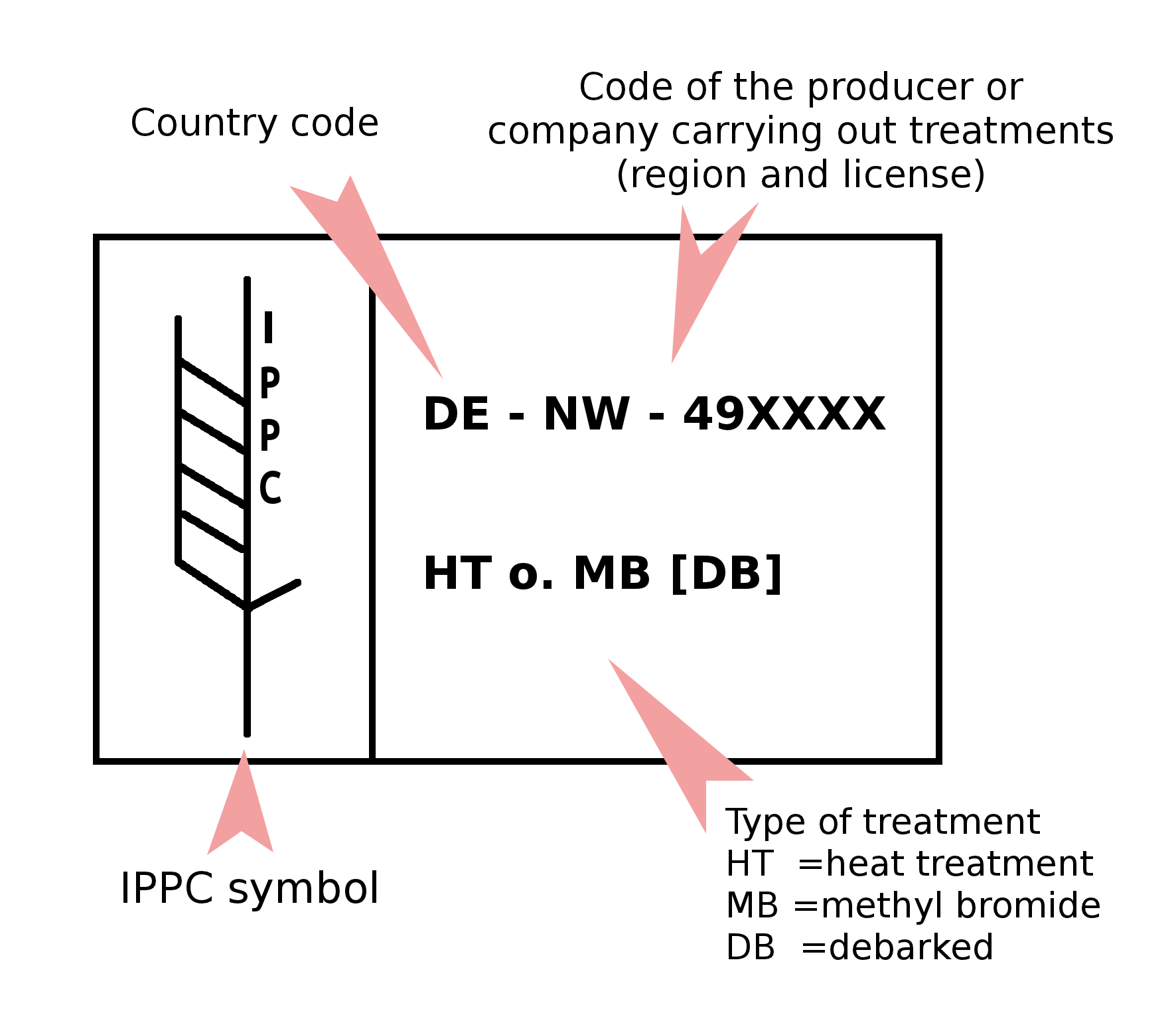
Keurmerk: Links het IPPC-logo. Daarnaast, boven: landcode, regio en bedrijfscode van de behandelaar.
Onder: de behandelwijze: (gewoonlijk) hittebehandeling (HT) of methylbromide (MB). DB=debarked, ontschorst.

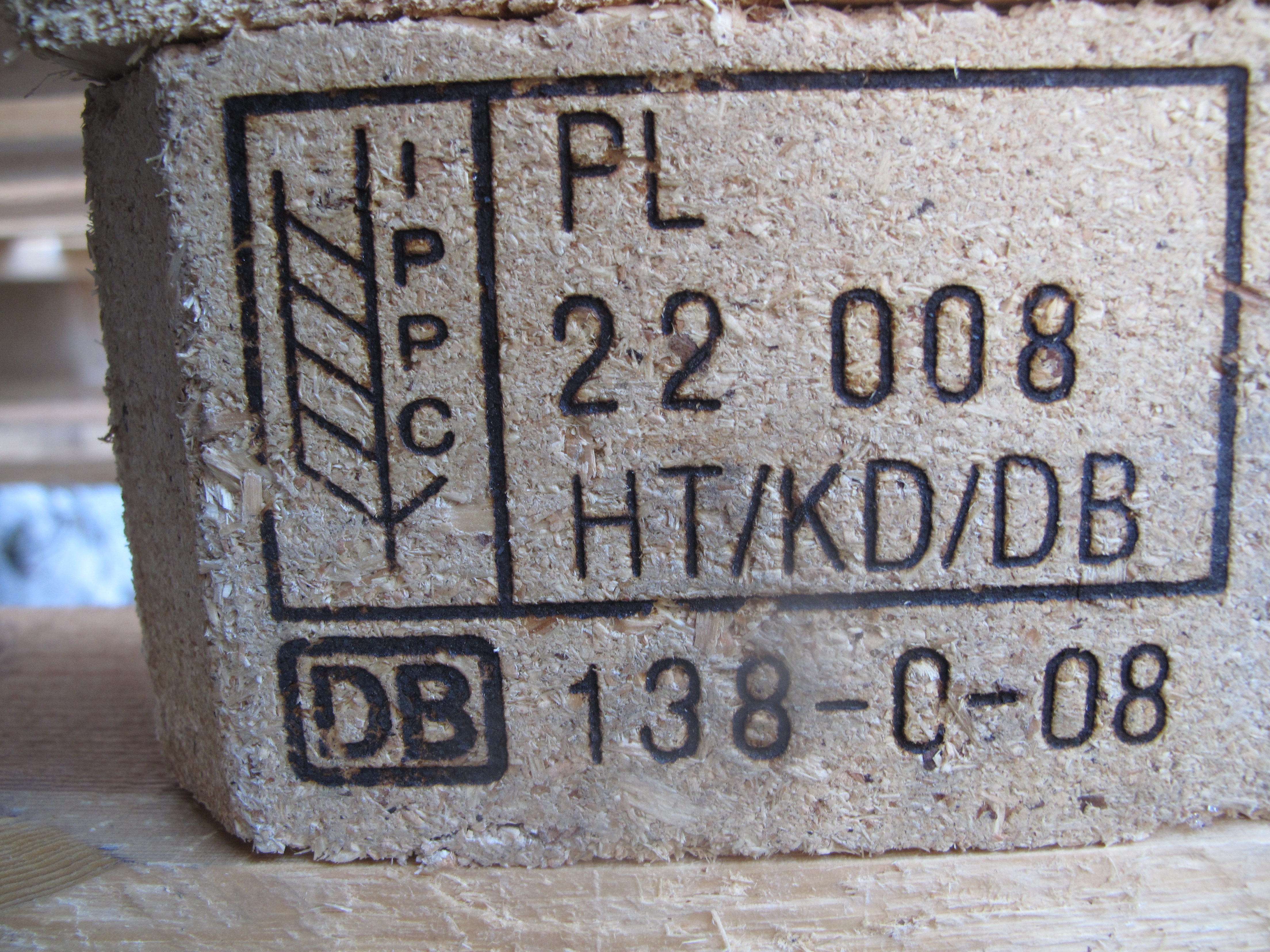
EUR-pallet uit Polen (PL), hittebehandeld (HT), ovengedroogd (KD, kiln-dried), ontschorst.
De letters DB onderaan duiden op opdrachtgever Deutsche Bundesbahn. 0-08: jaar en maand van productie, augustus 2000.

ISPM 15 (International Phytosanitary Measure 15) is een fytosanitaire regeling opgesteld door de International Plant Protection Convention (IPPC), een onderorganisatie van United Nations Food and Agriculture Organizations (FAO). De regeling beschrijft de behandeling van hout dat ingezet wordt in het internationale verkeer van goederen met als doel het doden van organismen als parasieten in het hout. De regeling is vastgesteld in maart 2002 en aangepast in 2006. Zij geldt voornamelijk voor transportmiddelen als transportkisten en pallets.

## Achtergrond
De globalisering en de toename van het internationale goederenverkeer heeft ertoe geleid dat niet-autochtoon dierlijk en plantaardig materiaal over de wereld wordt verspreid. De organismen in hout kunnen parasitair zijn, dat wil zeggen kan leiden tot ziektes in planten en plantproducten. Met de ISPM 15 probeert men de verspreiding van niet-autochtone parasieten te voorkomen.

## Beschrijving richtlijn
De ISPM 15 beschrijft de behandelingsmethoden waarmee het hout behandeld moet worden zodat zeker is gesteld dat er geen schadelijke organismen meer in het hout aanwezig is. Het hout wordt gecertificeerd met een opdruk met het ISPM 15-logo alsook het land van herkomst. Gecertificeerd hout dat wordt hergebruikt of na reparatie moet opnieuw gecertificeerd worden.

### Behandelingsmethoden
Behandeling met methylbromide (MB), wat vroeger een veelgebruikte techniek was om hout te verduurzamen, is sinds 2015 niet meer toegestaan, behalve voor kritieke toepassingen. Bij deze techniek werd hout gedurende een bepaalde tijd behandeld, waarbij de tijd afhankelijk is van de concentratie methylbromide en de omgevingstemperatuur. Gebruikelijk was ten minste 24 uur bij een temperatuur boven de 10 Celsius.
Sinds 2015 is hittebehandeling (heat treatment, HT) de enige behandeling die voor gangbare toepassingen gebruikt mag worden. Het hout moet minstens 30 minuten verhit worden, zodanig dat de kern ervan een temperatuur van 56 °C bereikt.
Door deze behandeling worden de volgende levensvormen gedood:
- insecten als anobiidae, bostrichidae, buprestidae, cerambycidae, curculionidae, isoptera, lyctidae, oedemeridae, scolytidae en siricidae
- nematoden als bursaphelenchus xylophilus

Andere methoden die onderzocht worden voor toelating zijn ontsmetting/begassing (met fosfine, sulfurylfluoride of carbonylsulfide), chemische drukimpregnatiemethoden, bestraling (met gammastraling, röntgenstraling, microgolven, infrarood of elektronenstraling) en gecontroleerde atmosfeer.
Uitzonderingen
De ISPM 15 bevat ook uitzonderingen. Dit zijn houten materialen welke een zeer laag risico hebben waardoor ze vrijgesteld zijn van de norm.
Het betreft onder andere de volgende artikelen:
- Houten verpakkingsmateriaal dat volledig is gemaakt van dun hout (6 mm of minder dik).

- Houten verpakkingen welke volledig zijn gemaakt van bewerkt houtmateriaal. Voorbeelden hiervan zijn: multiplex, spaanplaat, pershouten producten, OSB, of fineer dat is gemaakt met lijm, hitte of druk, of een combinatie ervan.

- Vaten voor wijn en gedistilleerde drank die tijdens de productie zijn verwarmd, geschenkdozen voor wijn, sigaren en andere goederen van hout gemaakt dat zodanig is verwerkt en / of vervaardigd dat het vrij is van ongedierte.

- Zaagsel, houtkrullen en houtwol.

- Houten onderdelen die permanent zijn bevestigd aan vrachtwagens en containers.

### Geldigheid
De regeling geldt voor onbehandelde houtproducten met als uitzondering van voorgenoemde voorbeelden.
De regeling geldt voor een groot aantal landen, waaronder alle landen van de Europese Unie 